# Jennifer Wallwork
Jennifer Wallwork –conocida como Jenny Wallwork– (Bolton, 17 de enero de 1987) es una deportista británica que compitió en bádminton para Inglaterra. Ganó una medalla de bronce en el Campeonato Europeo de Bádminton de 2010, en la prueba de dobles mixto.

## Palmarés internacional
| Representando a Inglaterra |                          |                   |              |
| Campeonato Europeo         |                          |                   |              |
| Año                        | Lugar                    | Medalla           | Prueba       |
| 2010                       | Mánchester (Reino Unido) | Medalla de bronce | Dobles mixto |